# Tritantecmes (sàtrapa)
Tritantecmes (Tritantaechmes, Τριτανταίχμης), fill d'Artabazos, fou un sàtrapa persa.
Fou sàtrapa de Babilònia al segle v aC. L'esmenta Heròdot.